# FC Résidence Walferdingen
Der FC Résidence Walferdingen ist ein luxemburgischer Fußballverein aus Walferdingen.

## Geschichte
Der Verein wurde 1908 unter seinem heutigen Namen gegründet. Während der deutschen Besetzung Luxemburgs im Zweiten Weltkrieg wurde der Klub zwangsweise in FK 08 Walferdingen umbenannt. 1944 erfolgte die Rückbenennung in FC Résidence. Lange Zeit nur unterklassig aktiv, spielte man von 1952 bis 1961 neun Saisons in der Zweitklassigkeit. Anschließend dauerte es 62 Jahre, ehe im Sommer 2023 erneut der Aufstieg in die Ehrenpromotion gelang.

## Pokalwettbewerbe
In der Coupe de Luxemburg kam der FC Résidence nie über die vierte Runde hinaus.
In der Spielzeit 2022/23 gewann Walferdingen zwar die Coupe FLF, den nationalen Pokalwettbewerb für Vereine der 1., 2. und 3. Division (dritte bis fünfte Spielklasse), doch der 5:4-Finalerfolg im Elfmeterschießen gegen den FC Koeppchen Wormeldingen wurde wegen Einsatz eines nicht spielberechtigten Akteurs vom Sportgericht in eine 0:3-Niederlage umgewandelt.

## Erfolge
- Finalist der Coupe FLF: 2023
- Aufstieg in die Ehrenpromotion: 1952, 2023